# ألبا ماريا كابيو
ألبا ماريا كابيو روديا (بالإسبانية: Alba María Cabello Rodilla، ولدت في 30 أبريل 1986، مدريد، إسبانيا) سبّاحة متزامنة إسبانية.
حصلت على ميدالية فضية وبرونزية في دورة الألعاب الأولمبية الصيفية، كما حازت على الميدالية الذهبية في بطولة العالم للسباحة المتزامنة عام 2009، وعلى أربع ميداليات ذهبية في بطولات أوروبا للسباحة المتزامنة.

## إنجازاتها

### الألعاب الأولمبية الصيفية
- 2008 بكين  الصين:  ميدالية فضية في سباق السباحة المتزامنة في فئة الفرق (Team routine).
- 2012 لندن  المملكة المتحدة:  ميدالية برونزية في سباق السباحة المتزامنة في فئة الفرق (Team routine).

### بطولة العالم للسباحة (المتزامنة)
- 2007 ملبورن  أستراليا:  ميدالية برونزية في سباق السباحة المتزامنة في فئة الفرق الفني (Team technical routine).
- 2009 روما  إيطاليا:  ميدالية ذهبية في سباق السباحة المتزامنة في فئة الفرق- الكومبو الحرة (Free Routine Combination).
- 2011 شانغهاي  الصين:  ميدالية برونزية في سباق السباحة المتزامنة في فئة الفرق الفني (Team Technical Routine).
- 2011 شانغهاي  الصين:  ميدالية برونزية في سباق السباحة المتزامنة في فئة الفرق الفني (Team free routine).

### بطولة أوروبا للسباحة (المتزامنة)
- 2006 بودابست  المجر:  ميدالية فضية في سباق السباحة المتزامنة في فئة الفرق- الكومبو الحرة (Free Routine Combination).
- 2006 بودابست  المجر:  ميدالية فضية في سباق السباحة المتزامنة في فئة الفرق الحرة (Team Free Routine).
- 2008 آيندهوفن  هولندا:  ميدالية ذهبية في سباق السباحة المتزامنة في فئة الفرق الحرة (Team Free Routine).
- 2008 آيندهوفن  هولندا:  ميدالية ذهبية في سباق السباحة المتزامنة في فئة الفرق- الكومبو الحرة (Free Routine Combination).
- 2010 بودابست  المجر:  ميدالية فضية في سباق السباحة المتزامنة في فئة الفرق الحرة (Team Free Routine).
- 2010 بودابست  المجر:  ميدالية فضية في سباق السباحة المتزامنة في فئة الفرق- الكومبو الحرة (Free Routine Combination).
- 2012 آيندهوفن  هولندا:  ميدالية ذهبية في سباق السباحة المتزامنة في فئة الفرق الحرة (Team Free Routine).
- 2012 آيندهوفن  هولندا:  ميدالية ذهبية في سباق السباحة المتزامنة في فئة الفرق- الكومبو الحرة (Free Routine Combination).